# رود آمبلا
رودخانه آمبلا (به انگلیسی: Ambla River) یک رودخانه در شهرستان یاروا واقع در کشور استونی است. این رودخانه ۲۷٫۹ کیلومتر طول دارد و اندازه حوضه آن ۱۵۷٫۷ کیلومتر مربع است. این رودخانه از دریاچه روزنا به رودخانه یگالا می‌رود.